# Moravička Sela
Moravička Sela – wieś w Chorwacji, w żupanii primorsko-gorskiej, w gminie Brod Moravice. W 2011 roku liczyła 51 mieszkańców.